# أميرست
أمهيرست (بالإنجليزية: Amherst)‏، ونطقها الأصح ـ خلافاً للمدن الأخرى التي تحمل نفس الاسم ـ هو أميرست (بدون الهاء)، هي مدينة تتبع مقاطعة هامبشير بولاية ماساتشوستس الأمريكية، بلغ تعداد سكانها 34874 نسمة سنة 2000، وهي بالتالي أكبر مدن مقاطعة هامبشير. تضم مدينة أميرست كلاً من كلية أميرست (بالإنجليزية: Amherst College)‏ وكلية هامبشير (بالإنجليزية: Hampshire College)‏ وجامعة ماساتشوستس في أمهيرست.

## المناخ
يظهر الجدول التالي التغييرات المناخية على مدار السنة لأميرست:
| البيانات المناخية لـأميرست          | البيانات المناخية لـأميرست | البيانات المناخية لـأميرست | البيانات المناخية لـأميرست | البيانات المناخية لـأميرست | البيانات المناخية لـأميرست | البيانات المناخية لـأميرست | البيانات المناخية لـأميرست | البيانات المناخية لـأميرست | البيانات المناخية لـأميرست | البيانات المناخية لـأميرست | البيانات المناخية لـأميرست | البيانات المناخية لـأميرست | البيانات المناخية لـأميرست |
| الشهر                               | يناير                      | فبراير                     | مارس                       | أبريل                      | مايو                       | يونيو                      | يوليو                      | أغسطس                      | سبتمبر                     | أكتوبر                     | نوفمبر                     | ديسمبر                     | المعدل السنوي              |
| ----------------------------------- | -------------------------- | -------------------------- | -------------------------- | -------------------------- | -------------------------- | -------------------------- | -------------------------- | -------------------------- | -------------------------- | -------------------------- | -------------------------- | -------------------------- | -------------------------- |
| الدرجة القصوى °ف (°م)               | 70 (21)                    | 70 (21)                    | 85 (29)                    | 93 (34)                    | 98 (37)                    | 101 (38)                   | 104 (40)                   | 100 (38)                   | 99 (37)                    | 90 (32)                    | 82 (28)                    | 72 (22)                    | 104 (40)                   |
| متوسط درجة الحرارة الكبرى °ف (°م)   | 34.6 (1.4)                 | 38.3 (3.5)                 | 46.5 (8.1)                 | 59.4 (15.2)                | 70.2 (21.2)                | 78.7 (25.9)                | 83.4 (28.6)                | 81.9 (27.7)                | 74.5 (23.6)                | 62.3 (16.8)                | 50.8 (10.4)                | 39.2 (4.0)                 | 60.0 (15.5)                |
| متوسط درجة الحرارة الصغرى °ف (°م)   | 13.2 (−10.4)               | 16.2 (−8.8)                | 24.4 (−4.2)                | 34.6 (1.4)                 | 44.8 (7.1)                 | 54.7 (12.6)                | 59.3 (15.2)                | 57.6 (14.2)                | 49.2 (9.6)                 | 37.4 (3.0)                 | 29.7 (−1.3)                | 20.0 (−6.7)                | 36.8 (2.6)                 |
| أدنى درجة حرارة °ف (°م)             | −30 (−34)                  | −27 (−33)                  | −17 (−27)                  | 8 (−13)                    | 24 (−4)                    | 29 (−2)                    | 39 (4)                     | 32 (0)                     | 25 (−4)                    | 12 (−11)                   | −4 (−20)                   | −22 (−30)                  | −30 (−34)                  |
| الهطول إنش (مم)                     | 3.31 (84)                  | 3.12 (79)                  | 3.55 (90)                  | 3.87 (98)                  | 4.10 (104)                 | 4.12 (105)                 | 4.06 (103)                 | 3.71 (94)                  | 4.19 (106)                 | 4.75 (121)                 | 3.85 (98)                  | 3.48 (88)                  | 46.11 (1٬171)              |
| متوسط تساقط الثلوج إنش (سم)         | 12.7 (32)                  | 9.4 (24)                   | 6.9 (18)                   | 1.3 (3.3)                  | 0 (0)                      | 0 (0)                      | 0 (0)                      | 0 (0)                      | 0 (0)                      | 0 (0)                      | 2.0 (5.1)                  | 8.7 (22)                   | 41.0 (104)                 |
| متوسط أيام هطول الأمطار (≥ 0.01 in) | 10.2                       | 8.6                        | 10.1                       | 10.9                       | 12.5                       | 11.5                       | 10.4                       | 10.0                       | 9.0                        | 9.8                        | 10.2                       | 10.1                       | 123.3                      |
| متوسط الأيام المثلجة (≥ 0.1 in)     | 5.5                        | 4.0                        | 2.7                        | .4                         | 0                          | 0                          | 0                          | 0                          | 0                          | .1                         | 1.0                        | 3.4                        | 17.1                       |
| المصدر: NOAA                        |                            |                            |                            |                            |                            |                            |                            |                            |                            |                            |                            |                            |                            |

## توأمة
لأميرست اتفاقيات توأمة مع:
- آركاشون

## أعلام
- إيميلي ديكنسون
- ستيوارت سايمينغتون
- ويليام جيمس بيل
- ميخائيل إي. مان
- هيلين هانت جاكسون
- بول نيتز
- سيلاس رايت
- ويليام إس. كلارك
- جوزيف تشارلز بكويرت
- لين مارغوليس